# Umar Hayat Khan
Umar Hayat Khan (* 28. Juli 1964 in Peschawar) ist ein ehemaliger pakistanischer Squashspieler.

## Karriere
Umar Hayat Khan war zwischen 1982 und 1991 als Squashspieler aktiv und erreichte im Januar 1990 mit Rang sechs seine höchste Platzierung in der Weltrangliste.
Mit der pakistanischen Nationalmannschaft nahm er 1985, 1987 und 1989 an der Weltmeisterschaft teil. 1985 und 1987 wurde er dabei Weltmeister, 1989 Vizeweltmeister. 1985 verlor er die Auftaktpartie im Finale gegen Neuseeland, zwei Jahre später blieb er ebenfalls gegen Neuseeland in der diesmal dritten Partie der Begegnung siegreich. 1989 kam er im Finalspiel gegen Australien nicht zum Einsatz.
Von 1983 bis 1991 stand er achtmal im Hauptfeld der Einzelweltmeisterschaft. Sein bestes Abschneiden war dabei das Erreichen des Viertelfinals in den Jahren 1985, 1987 und 1988. Bei Asienmeisterschaften stand er 1986 gegen Qamar Zaman und 1988 gegen Jahangir Khan im Endspiel des Einzelwettbewerbs. Beide Male unterlag er. Mit der Mannschaft wurde er unterdessen jeweils Asienmeister.

## Erfolge
- Weltmeister mit der Mannschaft: 1985, 1987
- Vizeasienmeister: 1986, 1988
- Asienmeister mit der Mannschaft: 1986, 1988